# Новогалещинська селищна рада
Новогалещинська селищна рада — орган місцевого самоврядування у Козельщинському районі Полтавської області з центром у смт Новій Галещині.
Новогалещинській селищній раді підпорядковані такі населені пункти:
- смт Нова Галещина
- с. Велика Безуглівка
- с. Горбані

## Історія
Новогалещинська селищна рада разом з Бондарівською сільською радою Кременчуцького району 19 вересня 2016 року утворили шляхом об'єднання Новогалещинську ОТГ Козельщинського району

## Влада
Загальний склад ради — 22
Селищні голови (голови селищної ради)
- Гаврилець Григорій Іванович[2]

31.10.2010 — по цей час